# Offensive di Mardakert e Martuni
Le offensive di Mardakert e Martuni ebbero luogo durante la tarda estate e l'inizio di autunno del 1992, nell'ambito dei combattimenti tra armeni e azeri durante la prima guerra del Nagorno Karabakh.
Il 27 giugno, fu lanciata l'offensiva azera verso l'adiacente villaggio di Jardar dove i combattenti del commando armeno di Monte Melkonian si erano infiltrati per affrontarli. L'uso di proiettili anticarro decimò l'armatura degli azeri e permise ai distaccamenti di resistere all'invasione. La presenza dei veicoli corazzati si dimostrò inoltre inutile in un ambiente di combattimenti ravvicinati poiché risultarono essere bersagli vulnerabili in cui lo spazio di manovra era limitato e dove i difensori eliminavano facilmente i veicoli che si allontanavano dai combattimenti. Dopo il giorno successivo e le settimane successive, furono lanciate molte altre offensive dagli azeri, tutte respinte e attribuite all'organizzazione e al comando di Melkonian.

## Mediazione della CSCE
Alla fine di agosto, dopo uno stallo nei colloqui ospitati dall'Organizzazione per la sicurezza e la cooperazione in Europa (CSCE) a Roma all'inizio del mese, le relazioni diplomatiche tra i due Paesi aumentarono ed entrambe le nazioni concordarono una tregua ad Almaty, disposta dal presidente del Kazakistan Nursultan Nazarbayev, che sarebbe stata osservata dal 1º settembre e monitorata da osservatori internazionali nell'enclave.
Il cessate il fuoco, come i molti altri disposti prima di esso, crollò in pochi giorni quando tutte e tre le parti furono richiamate nel conflitto. L'Azerbaigian ottenne diversi vittorie in intensi combattimenti tra le forze armene e, al 7 settembre, si stima che detenesse il 25% dell'enclave contesa, compresa la regione settentrionale di Mardakert. Il 23 settembre, gli azeri aprirono una nuova offensiva che attaccava da diverse direzioni, con l'intenzione di chiudere principalmente il corridoio di Lachin in un'operazione in cui morirono diverse centinaia di soldati armeni e azeri.
Le forze armene catturarono i villaggi azeri circostanti il 2 ottobre. L'attacco culminò nella cattura del quartier generale degli azeri a Kurapatkino, ponendo fine ai bombardamenti su Martuni. Gli armeni ricevettero anche l'addestramento dalle forze militari russe e abbatterono in quel periodo di tempo una ventina di aerei da combattimento azeri, con l'uso di lanciamissili terra-aria Strela-4 e Strela-10.